# Joachim Ahlemann
Joachim Paul Wilhelm Ahlemann (* 12. Juli 1875 in Zeitz; † 30. November 1934 in Schkeuditz) war ein deutscher evangelischer Pfarrer und Schriftsteller.

## Leben
Er war der Sohn des Pfarrers Hugo Ahlemann in Zeitz und Nachfahre des Ratsherren- und Adelsgeschlechts Alemann aus Magdeburg. Nach dem Besuch des Humanistischen Stiftsgymnasiums in Zeitz studierte er Evangelische Theologie an der Universität Halle und wurde zunächst Hauslehrer. Seine Ordination zunächst als Hilfsprediger und dann als Pfarrer erfolgte 1903 bzw. 1904 in Zeyer bei Danzig. Als evangelischer Geistlicher wurde er dort jedoch nicht auf Dauer geduldet und ging wieder zurück. Er wurde 1911 Generalsekretär des Evangelischen Bundes in Berlin und hatte ab 1913 verschiedene Pfarrstellen innerhalb der Kirchenprovinz Sachsen inne: zuerst in Borcke, ab 1914 in Groß Mansdorf, ab 1916 in Kuhnsee, ab 1920 als Diakon an der Nikolaikirche in Eilenburg, ab 1925 in Eickendorf. Zuletzt war er ab 1930 Superintendent in Schkeuditz. Gleichzeitig war er als Schriftleiter der Zeitschrift Heimatkirche tätig.
In seiner Freizeit verfasste Joachim Ahlemann mehrere schöngeistige Werke, von denen einige noch heute verlegt werden.

## Werke (Auswahl)
- In Feindesland – In Gottes Hand, Erzählungen, 1907.
- Aus der Niederung, Skizzen, 1908.
- Wege der ewigen Liebe, Roman, 1910.
- Um des Glaubens willen, dramatisches Gedicht, 1912.
- Das Thorner Blutgericht, Berlin, 1912.
- Gott, Kaiser, Vaterland, Gedicht, 1915.
- Lore – Regine, Erzählungen, 1919.
- Bilder aus der Deutschen Ostmark, 1920.
- Im Morgenrot der Reformation, dramatisches Gedicht, 1922.
- Der Rauhreif, Roman, 1923.
- Das Würfelspiel auf dem Haushamerfelde 15. Mai 1625 (= Treu dem Evangelium. Märtyrerbilder aus der evangelischen Kirche, Bd. 6), Berlin, 1925.
- In der wüsten Ecke, Berlin, 1925.
- Sonne überm Thal, Eilenburg, 1928.
- Aus dem Herrgottswinkel des Lebens, Berlin, 1928.
- Am Kreuzweg in der heiligen Nacht, Berlin, 1928.
- Luther lebt, 1928.
- Wir halten das Land, 1929.
- Der Ziegenhirt vom Reißkofel, 1930.
- Das große, stille Leuchten, 1934.
- Hoher Sonneblick, 1936.